# 安娜-瑪雅·亨利克松
安娜-马娅·亨里克松（瑞典語：Anna-Maja Henriksson；1964年1月7日—）是芬兰的瑞典族女律師和從政者。她於2007-2024年间当选为芬蘭議會議員。2011年至2015年擔任該國司法部長。她於2010年至2016年擔任芬兰瑞典族人民党副主席，2016年6月12日當選為主席。2019年起在中間偏左政府中再次擔任司法部長。2023年，右派政府上臺，她改任教育部長。

## 家庭
亨利克松已婚，有兩個女兒。